# Nataša Živković
Nataša Živković, slovenska umetnica, * 9. april 1981, Ljubljana, Slovenija
Nataša Živković je vsestranska odrska umetnica, ki od leta 2000 ustvarja na različnih področjih uprizoritvenih umetnosti, v sodobnem plesu, gledališču, performansu in tudi v filmu. Je samozaposlena v kulturi in deluje kot plesalka, igralka, koreografinja tako na institucionalni kot na alternativni sceni v neodvisnih produkcijah. Poleg ustvarjalnega dela je aktivna tudi kot mentorica in pedagoginja: uči balet in sodobni ples ter z zavodom Bunker sodeluje pri projektu Igrišče za gledališče, ki se posveča kulturno-umetnostni vzgoji v izobraževanju.
Po končani Srednji glasbeni in baletni šoli v Ljubljani je leta 2009 diplomirala na oddelku za Francoski jezik in oddelku za Primerjalno književnost in literarno teorijo na Univerzi v Ljubljani. 
Neformalno izobrazbo na področju sodobnega plesa je pridobivala na delavnicah v tujini in doma, med drugim s koreografi: Maja Delak, Mala Kline, Iztok Kovač, Wendy Houston, Jacqui Carroll & John Nobbs, Iñaki Azpillaga, Anne-Marie Blink, Lisa Nelson, Mark Tompkins, Martin Kilvady & Les Slovaks, Xavier Le Roy, Loïc Touzé, Matija Ferlin, Claudia Fancello etc.
Leta 2006 je bila štipendistka DanceWEBa na referenčnem mednarodnem festivalu ImpulsTanz, Dunaj.

## Nagrade in priznanja
Leta 2010 je bila prejemnica nagrade ZLATA PTICA, ki jo podeljuje Liberalna akademija za dosežke na področju uprizoritvenih umetnosti.

## Avtorske predstave
Poleg številnih vlog, koreografij, sodelovanj in soavtorstev je tudi avtorica treh celovečernih predstav:
- 2014 ZAVOLJOOČETA (Cankarjev dom, Ljubljana. Produkcija: Via Negativa, Koprodukcija: Mesto Žensk)[5]
- 2010 TIHOŽITJE (Gledališče Glej, Ljubljana. Produkcija Via Negativa-Via Nova)[6]
- 2009 PRVA LJUBEZEN, DRUGIČ (Preboleti Naceta Junkarja) – avtorski prvenec, Cankarjev dom, Lj. Produkcija: Mesto Žensk, koprodukcija: Cankarjev dom[7]